# E-Prix di Città del Messico 2024
L'E-Prix di Città del Messico 2024 è stato il primo appuntamento del Campionato mondiale di Formula E 2023-2024, che si è tenuto all'Autodromo Hermanos Rodríguez il 13 gennaio 2024.
La gara è stata vinta dal tedesco Pascal Wehrlein, al suo quinto successo nella categoria, seguito da Sébastien Buemi e Nick Cassidy.

## Prove libere
| Pos.           | No.            | Pilota             | Squadra                          | Tempo          |
| Prove libere 1 | Prove libere 1 | Prove libere 1     | Prove libere 1                   | Prove libere 1 |
| -------------- | -------------- | ------------------ | -------------------------------- | -------------- |
| 1              | 5              | Jake Hughes        | NEOM McLaren Formula E Team      | 1:14.364       |
| 2              | 94             | Pascal Wehrlein    | TAG Heuer Porsche Formula E Team | 1:14.745       |
| 3              | 51             | Nico Müller        | ABT Cupra Formula E Team         | 1:14.755       |
| Prove libere 2 |                |                    |                                  |                |
| 1              | 9              | Mitch Evans        | Jaguar TCS Racing                | 1:13.606       |
| 2              | 7              | Maximilian Günther | Maserati MSG Racing              | 1:13.670       |
| 3              | 4              | Robin Frijns       | Envision Racing                  | 1:13.738       |

## Qualifiche
| Gruppo A | Gruppo A | Gruppo A          | Gruppo A                         | Gruppo A  |
| Pos.     | No.      | Pilota            | Squadra                          | Qualifica |
| -------- | -------- | ----------------- | -------------------------------- | --------- |
| 1        | 4        | Robin Frijns      | Envision Racing                  | 1:13.807  |
| 2        | 2        | Stoffel Vandoorne | DS Penske                        | 1:13.848  |
| 3        | 37       | Nick Cassidy      | Jaguar TCS Racing                | 1:13.861  |
| 4        | 94       | Pascal Wehrlein   | TAG Heuer Porsche Formula E Team | 1:13.877  |
| 5        | 23       | Sacha Fenestraz   | Nissan Formula E Team            | 1:13.995  |
| 6        | 8        | Sam Bird          | NEOM McLaren Formula E Team      | 1:14.017  |
| 7        | 17       | Norman Nato       | Andretti Global                  | 1:14.114  |
| 8        | 48       | Edoardo Mortara   | Mahindra Racing                  | 1:14.341  |
| 9        | 18       | Jehan Daruvala    | Maserati MSG Racing              | 1:14.469  |
| 10       | 11       | Lucas Di Grassi   | ABT Cupra Formula E Team         | 1:15.017  |
| 11       | 33       | Dan Ticktum       | ERT Formula E Team               | 1:14.145  |

| Gruppo B | Gruppo B | Gruppo B               | Gruppo B                         | Gruppo B  |
| Pos.     | No.      | Pilota                 | Squadra                          | Qualifica |
| -------- | -------- | ---------------------- | -------------------------------- | --------- |
| 1        | 7        | Maximilian Günther     | Maserati MSG Racing              | 1:13.691  |
| 2        | 5        | Jake Hughes            | NEOM McLaren Formula E Team      | 1:13.727  |
| 3        | 16       | Sébastien Buemi        | Envision Racing                  | 1:13.745  |
| 4        | 9        | Mitch Evans            | Jaguar TCS Racing                | 1:13.773  |
| 5        | 25       | Jean-Éric Vergne       | DS Penske                        | 1:13.821  |
| 6        | 51       | Nico Müller            | ABT Cupra Formula E Team         | 1:13.898  |
| 7        | 1        | Jake Dennis            | Andretti Global                  | 1:13.926  |
| 8        | 13       | António Félix da Costa | TAG Heuer Porsche Formula E Team | 1:13.982  |
| 9        | 3        | Sérgio Sette Câmara    | ERT Formula E Team               | 1:14.012  |
| 10       | 22       | Oliver Rowland         | Nissan Formula E Team            | 1:13.785  |
| 11       | 21       | Nyck De Vries          | Mahindra Racing                  | 1:14.043  |

|  | Quarti di finale | Quarti di finale | Quarti di finale |     |          | Semifinale | Semifinale | Semifinale |  |  | Finale | Finale | Finale |  |
|  |                  |                  |                  |     |          |            |            |            |  |  |        |        |        |  |
|  | CAS              | CAS              | 1:13.826         |     |          |            |            |            |  |  |        |        |        |  |
|  | CAS              | CAS              | 1:13.826         |     |          |            |            |            |  |  |        |        |        |  |
|  | VAN              | VAN              | 1:14.088         |     |          |            |            |            |  |  |        |        |        |  |
|  | VAN              | VAN              | 1:14.088         |     | WEH      | WEH        | 1:13.366   |            |  |  |        |        |        |  |
|  |                  |                  |                  |     | WEH      | WEH        | 1:13.366   |            |  |  |        |        |        |  |
|  |                  |                  | CAS              | CAS | 1:13.500 |            |            |            |  |  |        |        |        |  |
|  | WEH              | WEH              | CAS              | CAS | 1:13.500 | 1:13.492   |            |            |  |  |        |        |        |  |
|  | WEH              | WEH              |                  |     |          |            |            |            |  |  |        |        |        |  |
|  | FRI              | FRI              | 1:15.836         |     |          |            |            |            |  |  |        |        |        |  |
|  | FRI              | FRI              | 1:15.836         |     | WEH      | WEH        | 1:13.298   |            |  |  |        |        |        |  |
|  |                  |                  |                  |     |          |            |            |            |  |  |        |        |        |  |
|  |                  |                  | BUE              | BUE | 1:13.549 |            |            |            |  |  |        |        |        |  |
|  | BUE              | BUE              | BUE              | BUE | 1:13.549 | 1:13.444   |            |            |  |  |        |        |        |  |
|  | BUE              | BUE              |                  |     |          |            |            |            |  |  |        |        |        |  |
|  | HUG              | HUG              | 1:13.617         |     |          |            |            |            |  |  |        |        |        |  |
|  | HUG              | HUG              | 1:13.617         |     | BUE      | BUE        | 1:13.241   |            |  |  |        |        |        |  |
|  |                  |                  |                  |     | BUE      | BUE        | 1:13.241   |            |  |  |        |        |        |  |
|  |                  |                  | EVA              | EVA | 1:13.581 |            |            |            |  |  |        |        |        |  |
|  | EVA              | EVA              | EVA              | EVA | 1:13.581 | 1:13.103   |            |            |  |  |        |        |        |  |
|  | EVA              | EVA              |                  |     |          |            |            |            |  |  |        |        |        |  |
|  | GUE              | GUE              | 1:13.505         |     |          |            |            |            |  |  |        |        |        |  |

| Risultati qualifica | Risultati qualifica | Risultati qualifica    | Risultati qualifica              | Risultati qualifica | Risultati qualifica | Risultati qualifica | Risultati qualifica | Risultati qualifica |
| Pos.                | No.                 | Pilota                 | Squadra                          | Gruppi              | Quarti              | Semifinali          | Finale              | Griglia             |
| ------------------- | ------------------- | ---------------------- | -------------------------------- | ------------------- | ------------------- | ------------------- | ------------------- | ------------------- |
| 1                   | 94                  | Pascal Wehrlein        | TAG Heuer Porsche Formula E Team | 1:13.877            | 1:13.492            | 1:13.366            | 1:13.298            | 1                   |
| 2                   | 16                  | Sébastien Buemi        | Envision Racing                  | 1:13.745            | 1:13.444            | 1:13.241            | 1:13.549            | 2                   |
| 3                   | 37                  | Nick Cassidy           | Jaguar TCS Racing                | 1:13.861            | 1:13.826            | 1:13.500            |                     | 4                   |
| 4                   | 9                   | Mitch Evans            | Jaguar TCS Racing                | 1:13.773            | 1:13.103            | 1:13.581            | 5                   |                     |
| 5                   | 7                   | Maximilian Günther     | Maserati MSG Racing              | 1:13.691            | 1:13.505            |                     | 3                   |                     |
| 6                   | 5                   | Jake Hughes            | Neom McLaren Formula E Team      | 1:13.727            | 1:13.617            | 6                   |                     |                     |
| 7                   | 2                   | Stoffel Vandoorne      | DS Penske                        | 1:13.848            | 1:14.088            | 8                   |                     |                     |
| 8                   | 4                   | Robin Frijns           | Envision Racing                  | 1:13.807            | 1:15.836            | 7                   |                     |                     |
| 9                   | 23                  | Sacha Fenestraz        | Nissan Formula E Team            | 1:13.995            |                     | 9                   |                     |                     |
| 10                  | 25                  | Jean-Éric Vergne       | DS Penske                        | 1:13.821            | 10                  |                     |                     |                     |
| 11                  | 8                   | Sam Bird               | Neom McLaren Formula E Team      | 1:14.017            | 11                  |                     |                     |                     |
| 12                  | 51                  | Nico Müller            | ABT Cupra Formula E Team         | 1:13.898            | 12                  |                     |                     |                     |
| 13                  | 17                  | Norman Nato            | Andretti Global                  | 1:14.114            | 13                  |                     |                     |                     |
| 14                  | 1                   | Jake Dennis            | Andretti Global                  | 1:13.926            | 14                  |                     |                     |                     |
| 15                  | 48                  | Edoardo Mortara        | Mahindra Racing                  | 1:14.341            | 15                  |                     |                     |                     |
| 16                  | 13                  | António Félix da Costa | TAG Heuer Porsche Formula E Team | 1:13.982            | 16                  |                     |                     |                     |
| 17                  | 18                  | Jehan Daruvala         | Maserati MSG Racing              | 1:14.469            | 17                  |                     |                     |                     |
| 18                  | 3                   | Sérgio Sette Câmara    | ERT Formula E Team               | 1:14.012            | 18                  |                     |                     |                     |
| 19                  | 11                  | Lucas Di Grassi        | ABT Cupra Formula E Team         | 1:15.017            | 19                  |                     |                     |                     |
| 20                  | 22                  | Oliver Rowland         | Nissan Formula E Team            | 1:14.269            | 20                  |                     |                     |                     |
| 21                  | 33                  | Dan Ticktum            | ERT Formula E Team               | 1:15.125            | 21                  |                     |                     |                     |
| 22                  | 21                  | Nyck de Vries          | Mahindra Racing                  | 1:14.585            | 22                  |                     |                     |                     |

## Gara
| Pos. | No. | Pilota                 | Squadra                          | Giri | Tempo/Ritiro | Griglia | Punti |
| ---- | --- | ---------------------- | -------------------------------- | ---- | ------------ | ------- | ----- |
| 1    | 94  | Pascal Wehrlein        | TAG Heuer Porsche Formula E Team | 37   | 50:15.506    | 1       | 28    |
| 2    | 16  | Sébastien Buemi        | Envision Racing                  | 37   | +1.162       | 2       | 18    |
| 3    | 37  | Nick Cassidy           | Jaguar TCS Racing                | 37   | +2.079       | 4       | 16    |
| 4    | 7   | Maximilian Günther     | Maserati MSG Racing              | 37   | +5.780       | 3       | 12    |
| 5    | 9   | Mitch Evans            | Jaguar TCS Racing                | 37   | +13.064      | 5       | 10    |
| 6    | 25  | Jean-Éric Vergne       | DS Penske                        | 37   | +13.405      | 10      | 8     |
| 7    | 5   | Jake Hughes            | Neom McLaren Formula E Team      | 37   | +13.916      | 6       | 6     |
| 8    | 2   | Stoffel Vandoorne      | DS Penske                        | 37   | +14.392      | 8       | 4     |
| 9    | 1   | Jake Dennis            | Andretti Global                  | 37   | +14.767      | 14      | 2     |
| 10   | 17  | Norman Nato            | Andretti Global                  | 37   | +15.312      | 13      | 1     |
| 11   | 22  | Oliver Rowland         | Nissan Formula E Team            | 37   | +15.485      | 20      |       |
| 12   | 23  | Sacha Fenestraz        | Nissan Formula E Team            | 37   | +15.718      | 9       |       |
| 13   | 48  | Edoardo Mortara        | Mahindra Racing                  | 37   | +16.214      | 15      |       |
| 14   | 8   | Sam Bird               | Neom McLaren Formula E Team      | 37   | +20.600      | 11      |       |
| 15   | 21  | Nyck de Vries          | Mahindra Racing                  | 37   | +23.665      | 22      |       |
| 16   | 18  | Jehan Daruvala         | Maserati MSG Racing              | 37   | +28.969      | 17      |       |
| 17   | 51  | Nico Müller            | ABT Cupra Formula E Team         | 37   | +29.424      | 12      |       |
| 18   | 33  | Dan Ticktum            | ERT Formula E Team               | 37   | +1:14.758    | 21      |       |
| Rit  | 4   | Robin Frijns           | Envision Racing                  | 7    | Incidente    | 16      |       |
| Rit  | 13  | António Félix da Costa | TAG Heuer Porsche Formula E Team | 2    | Incidente    | 21      |       |
| Rit  | 11  | Lucas Di Grassi        | ABT Cupra Formula E Team         | 2    | Incidente    | 20      |       |
| NP   | 3   | Sérgio Sette Câmara    | ERT Formula E Team               | 0    | Non partito  | 19      |       |

## Classifiche mondiali

### Classifica piloti
| Pos | Pilota                 | Punti |
| --- | ---------------------- | ----- |
| 1   | Pascal Wehrlein        | 28    |
| 2   | Sébastien Buemi        | 18    |
| 3   | Nick Cassidy           | 16    |
| 4   | Maximilian Günther     | 12    |
| 5   | Mitch Evans            | 10    |
| 6   | Jean-Éric Vergne       | 8     |
| 7   | Jake Hughes            | 6     |
| 8   | Stoffel Vandoorne      | 4     |
| 9   | Jake Dennis            | 2     |
| 10  | Norman Nato            | 1     |
| 11  | Oliver Rowland         | 0     |
| 12  | Sacha Fenestraz        | 0     |
| 13  | Edoardo Mortara        | 0     |
| 14  | Sam Bird               | 0     |
| 15  | Nyck De Vries          | 0     |
| 16  | Jehan Daruvala         | 0     |
| 17  | Nico Müller            | 0     |
| 18  | Dan Ticktum            | 0     |
| 19  | Robin Frijns           | 0     |
| 20  | António Félix da Costa | 0     |
| 21  | Lucas Di Grassi        | 0     |
| 22  | Sérgio Sette Câmara    | 0     |

### Classifica squadre
| Pos | Squadra                          | Punti |
| --- | -------------------------------- | ----- |
| 1   | TAG Heuer Porsche Formula E Team | 28    |
| 2   | Jaguar TCS Racing                | 26    |
| 3   | Envision Racing                  | 18    |
| 4   | Maserati MSG Racing              | 12    |
| 5   | DS Penske                        | 12    |
| 6   | NEOM McLaren Formula E Team      | 6     |
| 7   | Andretti Global                  | 3     |
| 8   | Nissan Formula E Team            | 0     |
| 9   | Mahindra Racing                  | 0     |
| 10  | ABT Cupra Formula E Team         | 0     |
| 11  | ERT Formula E Team               | 0     |

### Classifica costruttori
| Pos | Costruttore                  | Punti |
| --- | ---------------------------- | ----- |
| 1   | Jaguar                       | 34    |
| 2   | Porsche                      | 30    |
| 3   | Stellantis                   | 20    |
| 4   | Nissan                       | 6     |
| 5   | Mahindra                     | 0     |
| 6   | Electric Racing Technologies | 0     |